# Zonget
Zonget es la diosa de la naturaleza en la mitología siberiana.
Zonget era conocida como "señora de los rebaños", sentencia sobre todas las aves, los animales y las personas que los cazan. Los chamanes del pueblo todavía hacen ofrendas a ella y se aseguran de que los animales son tratados con respeto o el suministro de alimentos cesaría. Ella aparece a los mortales en la forma de un pájaro negro ártico.